# Duster (série télévisée)
Pour les articles homonymes, voir Duster.
Production
Diffusion
Duster est une série télévisée américaine créée par J. J. Abrams et LaToya Morgan (en). Elle met en scène Rachel Hilson, Josh Holloway et Keith David. Duster est diffusée sur Max dès le 15 mai 2025.

## Synopsis
Dans le Sud-Ouest des États-Unis en 1972, Nina Hayes est la première femme afro-américaine à devenir agent du FBI. Pour arrêter un puissant syndicat du crime dirigé par Ezra Saxton, elle va devoir s'associer à Jim Ellis, un as de la conduite et des braquages,.

## Distribution

### Acteurs principaux
- Josh Holloway (VF : Arnaud Arbessier) : Jim Ellis
- Rachel Hilson (VF : Justine Berger) : Nina Hayes
- Keith David (VF : Thierry Desroses) : Ezra Saxton
- Sydney Elisabeth (VF : Corinne Wellong) : Genesis Saxton
- Greg Grunberg : Nathan Abbott
- Camille Guaty : Izzy Reyna
- Asivak Koostachin (en) : Awan Bitsui
- Adriana Aluna Martinez : Luna Reyna
- Benjamin Charles Watson (en) : Royce Saxton

### Acteurs récurrents
- Corbin Bernsen : Wade Ellis
- Gail O'Grady (VF : Martine Irzenski) : Charlotte Dean-Ellis
- Donal Logue (VF : Jean-François Aupied) : le sergent Groomes
- Kevin Chamberlin : Bob Temple
- Sofia Vassilieva : Jessica-Lorraine Sims
- Dan Tracy : l'agent Chad Grant
- Evan Jones : Billy Mahoney
- Rob Tode : l'anesthésiste
- Mikandrew : Angelo

 Source et légende : version française (VF) sur RS Doublage

## Épisodes
1. Baltimore change la donne (Baltimore Changes Everything)
2. Les chaussures en daim bleu (Suspicious Minds)
3. Double jeu (You're No Good)
4. Criminalus Velocitus Super-Sonicus (Criminalus Velocitus Super-Sonicus)
5. Une lumière et une gloire enchanteresses (Ravishing Light and Glory)
6. L'habit ne fait pas le moine (Meet by the Clothes)
7. K-129 (K-129)
8. La combine de Reno (66 Reno Split)

## Production

### Genèse et développement
La série est validée par HBO Max en avril 2020, dans le cadre de l'accord global entre WarnerMedia et J. J. Abrams. Ce dernier a développé et écrit la série avec LaToya Morgan (en). Il est précisé que la première saison sera constituée de huit épisodes, dont les deux premiers écrits par les deux créateurs. Steph Green (en), productrice déléguée, est également annoncée à la réalisation de deux épisodes.
En mars 2021, Josh Holloway est annoncé pour jouer dans le pilote avec un tournage débutant en octobre 2021 à Tucson. Il retrouve ainsi J. J. Abrams après Lost : Les Disparus.
En février 2023, la série est officiellement validée et commandée. Rachel Hilson est annoncée dans l'un des rôles principaux. Le mois suivant, Corbin Bernsen est ensuite annoncée dans un rôle récurrent.

### Tournage
La tournage débute en avril 2023 à Albuquerque au Nouveau-Mexique et se déroule dans les environs,. En mai 2023, la production est stoppée en raison de la grève de la Writers Guild of America. Avant l'arrêt, le pilote avait été tourné à Tucson dans l'Arizona ainsi que dans le comté de Pima de septembre à novembre 2021.

## Diffusion
Une courte bande-annonce est dévoilée le 19 mars 2025. Duster est diffusée dès le 15 mai 2025 sur HBO Max, à raison d'un épisode par semaine jusqu'au 3 juillet 2025.